# Linz (Schiff, 1909)
Die Linz war ein Passagier- und Frachtschiff des Österreichischen Lloyd. Die Versenkung des Dampfers im Jahre 1918 gilt mit bis zu 2.700 Opfern als größte Katastrophe der österreichischen Seefahrt.

## Das Schiff

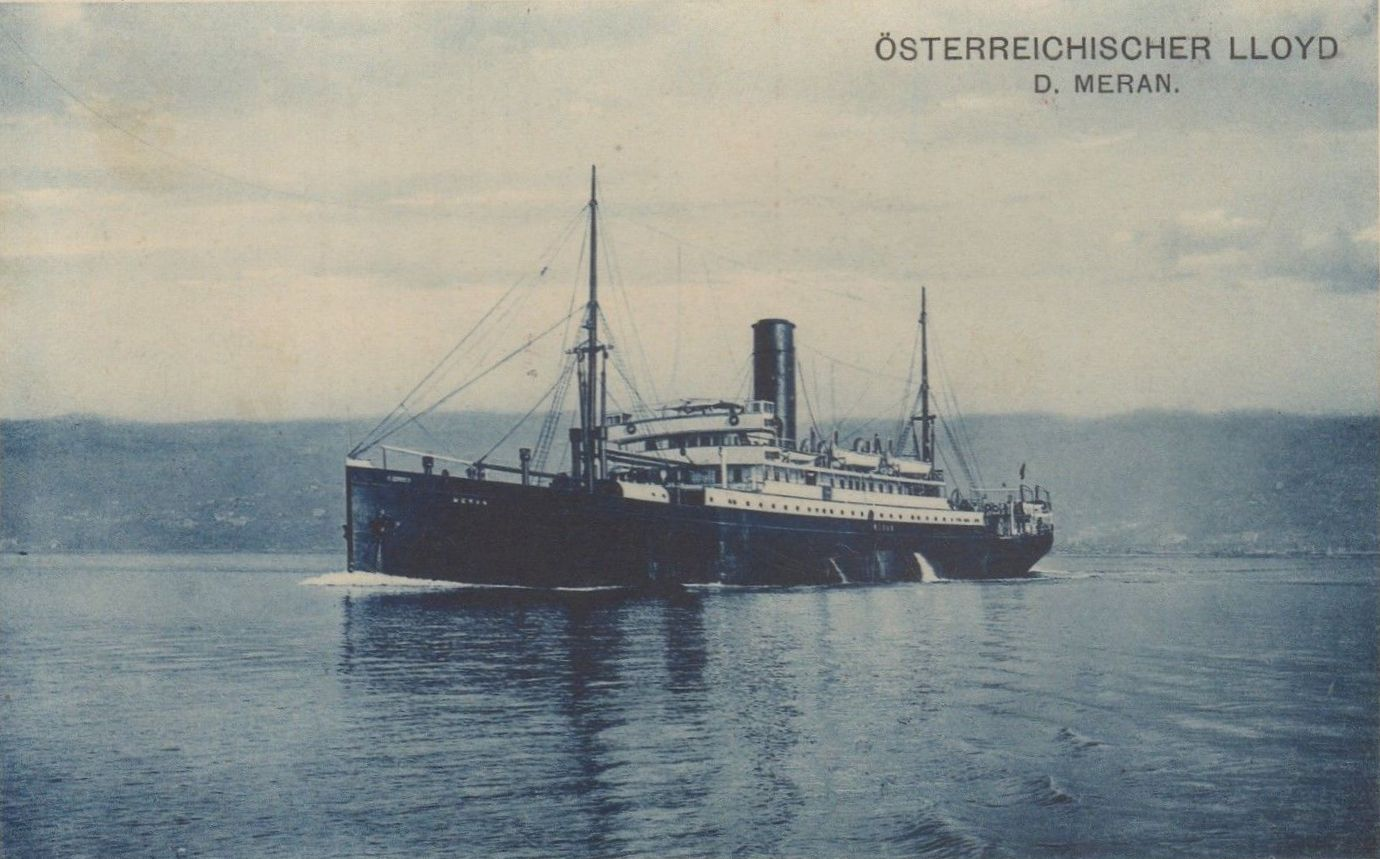
Das baugleiche Schwesterschiff Meran

Die Linz entstammt einer Serie von kombinierten Passagier- und Frachtschiffen, welche nach Städten und Kurorten benannt wurden. Schwesterschiffe waren u. a. Gastein, Meran oder die Karlsbad. Das Schiff wurde im Lloydarsenal gebaut und lief am 20. April 1909 um 9:40 Uhr ohne große Feierlichkeiten vom Stapel. Taufpatin war die Gattin des Generaldirektors der Reederei. Es wurde bereits im Juli desselben Jahres in Dienst gestellt und befuhr wie seine Schwesterschiffe die „thessalische Linie“ nach Griechenland und in die Türkei. Im Ersten Weltkrieg diente die Linz wie viele andere Schiffe des Österreichischen Lloyd als Truppentransporter der k.u.k Armee.
Die Linz war 102 Meter lang, 13,8 Meter breit und besaß eine 2200 PS leistende Dreizylinder-Dreifachexpansions-Dampfmaschine, welche das Schiff auf bis zu 13 Knoten beschleunigen konnte. Für den normalen Betrieb waren 10 Knoten Geschwindigkeit ausreichend. Das Schiff bot in der Ersten Klasse 30 Passagieren und in der Zweiten Klasse 26 Fahrgästen Platz, für beide Klassen stand je ein Speiseraum und ein Rauchsalon als Aufenthaltsräume zur Verfügung. Der Speisesaal war mit Bildern des Salzkammergutes geschmückt und die Passagierunterkünfte mit „dem modernsten Komfort“ ausgestattet.

## Die Versenkung
Am Abend des 18. März 1918 verließ das Schiff unter dem Kommando von Kapitän Hugo Tonello den Hafen Cattaro mit Kurs auf Durazzo in Albanien. An Bord waren offiziell 1.001 Passagiere, zumeist Soldaten eines Infanterieregimentes, Flüchtlinge und Kriegsgefangene. Schätzungen zufolge befanden sich jedoch auf dem heillos überfüllten Schiff bis zu 3000 Personen, darunter etliche blinde Passagiere in Form von Soldaten auf Fronturlaub. Die Frachträume waren mit Lebensmittel, Treibstofffässern, Flugzeugmotoren und an die 450 Rindern ebenfalls vollkommen überfüllt. Die Ladung wurde teilweise an Deck untergebracht. Begleitet wurde die Linz von den Torpedobooten SMS Tb 74 und SMS Tb 98 sowie dem Zerstörer SMS Balaton.
Um 0:25 Uhr des 19. März wurde die Linz ca. vier bis acht Seemeilen vor Kap Rodoni von einem italienischen Torpedo getroffen, möglicherweise war es auch ein Treffer einer Magnetmine. Der Einschlag erfolgte im hinteren Bereich des Dampfers, die Linz bekam rasch 45 Grad Schlagseite und begann mit dem Heck voran zu sinken. Die mehrheitlich unter Deck untergebrachten Passagiere wurden von den plötzlich hereinbrechenden Wassermassen überrascht. Es folgte eine Massenpanik an Bord, ein Augenzeuge berichtete von einem Kampf „alle gegen alle“. Die Besatzung war wehrlos gegen die Panik an Deck, es soll sogar zu Suiziden unter Mannschaftsangehörigen gekommen sein. Die Rettungsmittel reichten für die vielen Menschen auf dem Dampfer nicht aus, welche nun hastig versuchten, das sinkende Schiff zu verlassen. Aufgrund der starken Krängung und der Panik an Bord konnten Rettungsboote nicht zu Wasser gelassen werden. Das Schiff sank binnen 25 Minuten, kurz vor dem endgültigen Untergang richtete sich die Linz nochmals auf und versank kerzengerade mit dem Heck voran. Die Mannschaften der herbeigeeilten Begleitschiffe konnten nur 291 Menschen bergen, wobei hier die Angaben variieren und von bis zu 306 geretteten Personen berichten. Unter den Opfern war auch eine Krankenschwester des Internationalen Roten Kreuzes.
Das Unglück konnte aufgrund der Kriegswirren nie restlos aufgeklärt werden, ebenso fehlen genaue Angaben zu Passagieren und Opfern. Die Versenkung des völlig überfüllten Schiffes durch einen mutmaßlich italienischen Torpedo bzw. eine Seemine und die extrem hohen Opferzahlen wurden seinerzeit von den Behörden vertuscht und fanden aufgrund der militärischen Geheimhaltung keinerlei Erwähnung in der zeitgenössischen österreichischen Presse. Erst in den 1920er und 1930er Jahren erschienen zwei anonym verfasste Zeitungsartikel mit vermeintlichen Augenzeugenberichten, welche jedoch in ihrer Dramatik stark überhöht sind.
Mit bis zu 2.700 Opfern ist der Untergang der Linz – kriegsbedingt – eine der schwersten Schiffsversenkungen im 20. Jahrhundert. Die „Österreichische Titanic“ gilt als die größte Katastrophe der österreichischen Seefahrt.

### Entdeckung des Wracks
Die Linz und ihr Schicksal blieben lange Zeit unbeachtet, bis der Grazer Wracktaucher Gerald Kozmuth nach über zweijähriger Recherche das Wrack im Dezember 2000 vor Kap Rodoni in einer Tiefe von 45 Metern lokalisierte. Es wurden in der Folge verschiedene nautische Gegenstände aus dem Schiff geborgen, darunter auch die Schiffsglocke. Im Zuge weiterer Tauchgänge wurden weitere Gegenstände geborgen und Filmaufnahmen vom Wrack für eine Dokumentation des ORF gemacht. Auch die italienische Presse berichtete über das Schiff und dessen Schicksal. Im Jahr 2018 wurde zum 100. Jahrestag der Katastrophe eine weitere Dokumentation produziert und auf arte gesendet.